# Abbaye de Neufchâtel-en-Bray
L'abbaye de Neufchâtel-en-Bray est, à l'origine, un prieuré bénédictin dédié à sainte Radegonde et situé sur le territoire de Neufchâtel-en-Bray, en Seine-Maritime. Daté du XIIe siècle et dépendant de l'abbaye Saint-Pierre de Préaux jusqu'au XVIIe siècle, il est ensuite occupé par une communauté de moniales cisterciennes et transformé en abbaye. La Révolution française entraîne sa destruction.

## Histoire
C'est à partir de la donation de toutes ses terres à Drincourt — qui ne prend le nom de Neufchâtel qu’au début du XIIIe siècle après la construction d'un château neuf par le duc Henri 1er — et de quatre acres à Varimpré par un certain Raoul Dieu-le-fit entre 1100 et 1135 que les bénédictins de l'abbaye Saint-Pierre de Préaux réunissent des biens qui forment l'assise du prieuré Sainte-Radegonde de Neufchâtel. Ce don prévoit la construction d'une chapelle et d'une grange qui, s'ajoutant aux bâtiments existants, en ébauche l'architecture. À ce noyau initial s’ajoute un patrimoine cédé par l'abbaye de Saint-Sauveur-le-Vicomte qui s'étend à Neuville-Ferrières : une église, un moulin, un bois et des prés. En 1179, la bulle du pape Alexandre III à Saint-Pierre de Préaux recense l'église de Sainte-Radegonde parmi les prieurés de l'abbaye. Ce prieuré, dont les origines remonteraient à un ermitage du IXe siècle qui semble parfois dédié à Saint-Thomas, laisse place en 1654 à un prieuré de cisterciennes de l’abbaye de Bival qui est élevé au statut d’abbaye en 1725. En 1791, la Révolution française entraîne la destruction de l'abbaye dont l’emplacement se trouvait sur le site de l’hôtel de ville du XXe siècle.

## Architecture et description
En raison des bombardements intenses survenus au cours de la Seconde Guerre mondiale, il ne subsistait ni trace, ni vestige, ou même nom de rue dont la mémoire résiduelle aurait été en mesure de rappeler l’existence de cet ancien monastère. Ce n'est qu'en 2005 que des fouilles archéologiques préventives — dirigées par David Jouneau pour la Direction régionale des Affaires culturelles (DRAC) en vue de l’extension de la zone industrielle — dégagent 19 sépultures et plus de 20 fondations de bâtiments, dont un four à tuiles et à briques. La découverte est identifiée à l’ancien prieuré de Sainte-Radegonde. 
Près de la rivière de la Dieppe, aujourd'hui appelée Béthune, les fermes et moulins de l'abbaye formaient un lieu de vie nommé Drincourt. Profané et dégradé à la Révolution, il n'en restait que la chapelle réduite à un bâtiment agricole et un cellier. Seule une partie du chœur reste habitable jusqu’au milieu du XXe siècle. En 2008, l'association Le Pêcheur brayon déblaie à proximité un monticule recouvrant une source réputée pour ses vertus thérapeutiques apportées aux soins de certaines maladies de la peau. Après travaux, deux superbes bassins, un mur et des marches sont dégagés.

### Chapelle et source Sainte-Radegonde
Édifiée durant la première moitié du XIIe siècle par le duc de Normandie et roi d'Angleterre Henri Beauclerc près de la Béthune où se trouve la source de Sainte-Radegonde, cette chapelle de l'ancien prieuré de Sainte-Radegonde reste l'une des plus anciennes constructions de Neufchâtel-en-Bray. Avec le soutien de la ville, l'association les Œuvriers de Sainte Radegonde est créée en 2010 afin de restaurer la source et la chapelle devenue, au fil des siècles, un bâtiment agricole délabré. En 2015, cette équipe de bénévoles a redonné vie à l'édifice qui accueille désormais des expositions, des rencontres culturelles et des animations patrimoniales.

## Filiations et dépendances
L'abbaye de Sainte Radegonde est fille de l'abbaye Saint-Pierre de Préaux. Près de la rivière la Béthune, fermes et moulins formaient un lieu de vie nommé Drincourt toujours marqué par la présence de la chapelle et de la source.

### Les moulins de Sainte-Radegonde
Situé sur les rives de  la Béthune le prieuré tient plusieurs moulins dont ceux reçus des moines de Saint-Sauveur-le-Vicomte. En 1196, Guillaume de Bellencombre lègue les siens au prieuré et lui confie la moute de ses terres à blé de Quièvrecourt.  En 1224, ceux-ci sont cédés contre rente annuelle au roi de France Louis VIII avec tous ceux compris sur les eaux de la Dieppe entre le "Gué-empierré" et Drincourt. En 1315 ils font l'objet d'un nouvel échange entre Louis X et l'abbaye de Royaumont.

### Les mutations du prieuré
En perdant ses moulins, en 1224, le prieuré perd une part importante de ses revenus. Plusieurs dîmes attachées à des paroisses du diocèse de Rouen lui sont attribuées en compensation. En particulier celles de Catelon et de Saint-Aubin de Houquetot qui figurent dans l'inventaire de ses biens en 1438. La Guerre de Cent-ans affecte le prieuré avec des dégradations touchant en particulier la chapelle Sainte-Marguerite située près de l'église prieurale dont on trouve les premières traces dès le XIIe siècle. En 1482 le prieur Etienne Lamy cède des terres du prieuré dont il conserve une vergée pour la reconstruire.

### Le prieuré auXVIIesiècle
Les archives de Préaux donnent l'état du prieuré en 1684 : 
- dix sept acres, dix perches d'herbage où sont situés l'église, le manoir et ses bâtiments ;
- à Esclavelles, au lieu-dit les Hayons, deux pièces de six acres de terre ;
- un ensemble de terres et de vignes à Aubergenville, aliénées par acte du 14 mai 1677 ;
- les revenus du prieuré comprend des dimes paroissiales dont celle de Houquetot ;
- vingt-deux maisons à Neufchâtel et cinq à Rouen.

Créé au XIIe siècle à partir de la donation de Raoul Dieu-le-fit et de la concession par les moines de Saint-Sauveur-le-Vicomte de ses biens situés à Drincourt, le développement du prieuré concerne d’abord son patrimoine rural. Puis à partir du  XVe siècle, les terres de Neuchâtel s’urbanisant, une partie de ses revenus repose sur un patrimoine immobilier situé surtout à Neufchâtel-en-Bray et à Rouen.

## Prieurs bénédictins
Le site de Sainte-Radegonde n'a peut-être été à l'origine qu'une simple "grange" car la mention de son premier prieur n'apparaît dans les actes de Saint-Pierre de Préaux que sous l'abbatiat de Guillaume II (1200-1206). On relève ensuite :
- en 1228 un "procurateur" et son frère nommés Laurent et Michel ;
- en 1356 L. de Rouen ;
- 14.. Robert l'Esquevin ;
- 1438 Robert l'Esquevin ;
- 1492 Etienne Lamy ;
- 1512 dom Nicolle du Quesne[1].
- 1570 un des frères de Péricard est prieur[6].

## Sources
- (de) Cet article est partiellement ou en totalité issu de l’article de Wikipédia en allemand intitulé « Zisterzienserinnenabtei Neufchâtel » (voir la liste des auteurs).